# Mỹ Phong, Phù Mỹ
Mỹ Phong là một xã thuộc huyện Phù Mỹ, tỉnh Bình Định, Việt Nam.

## Địa lý
Xã Mỹ Phong có diện tích 35,63 km², dân số năm 1999 là 8.952 người, mật độ dân số đạt 251 người/km².

## Hành chính
Xã Mỹ Phong được chia thành 11 thôn: Gia Hội, Phú Đức, Phú Nhiêu, Phú Quang, Phước Chánh, Phước Thung, Văn Trường, Văn Trường Đông, Văn Trường Tây, Vĩnh An, Vĩnh Bình. Xã có quốc lộ 1A đi qua.